# 1015 w polityce

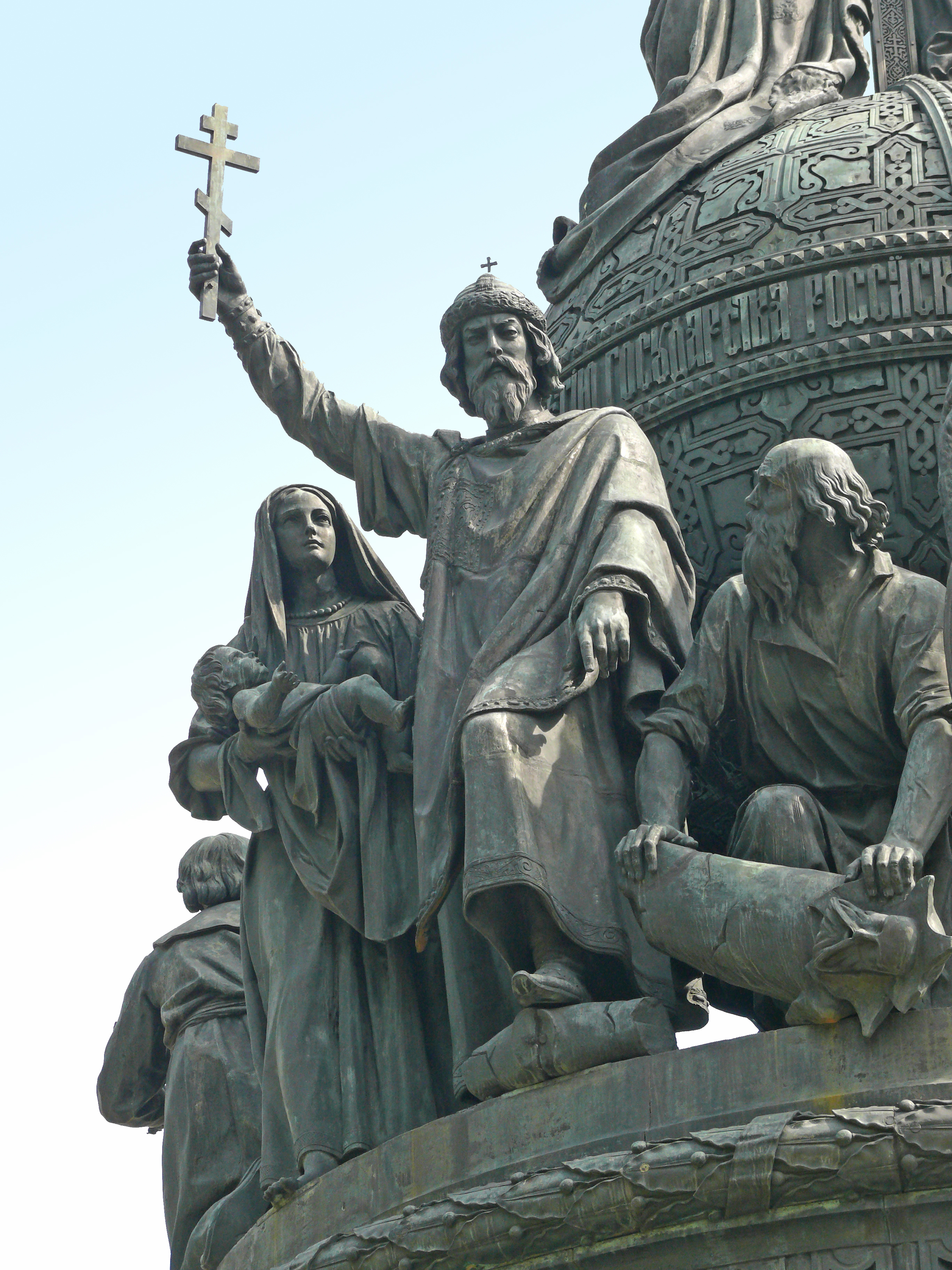
Włodzimierz I Wielki

Wydarzenia polityczne w 1015 roku.

## Wydarzenia
- Odparcie przez Polskę najazdu Henryka II i Udalryka z pomocą wojów morawskich[1].
- Sardynię z rąk arabskich odbijają władcy Pizy[2].

## Urodzili się
- Harald III Srogi, król Norwegii w latach 1045–1066[3] (data przybliżona).

## Zmarli
- 15 lipca Włodzimierz I Wielki, książę ruski[4].